# Dorota pomorska
Dorota pomorska (ur. 7 lutego 1528, zm. 4 czerwca 1558 w Rosenburgu) – córka Barnima IX Pobożnego, księcia pomorskiego, szczecińskiego i wołogoskiego oraz Anny.

## Rodzina
Dorota została wydana za mąż za Jana, hrabiego Mansfeld na Hinterort. Ślub został zawarty 8 lipca 1554 w Szczecinie, ale dopiero w październiku 1555 opuściła ona dwór ojca. Ze związku małżeńskiego pochodziło dwoje dzieci, tj.
- Anna (ur. 1555, zm. 1575) – żona Wolfganga II, hrabiego Barby,
- Albrecht (ur. 1557, zm. 1566) – zmarł w młodości[1].

### Genealogia
| Bogusław X Wielki ur. 28 lub 29 V 1454 zm. 5 X 1523 | Bogusław X Wielki ur. 28 lub 29 V 1454 zm. 5 X 1523 |                                                |                                                | Anna Jagiellonka ur. 12 III 1476 zm. 12 VIII 1503 | Anna Jagiellonka ur. 12 III 1476 zm. 12 VIII 1503 |  |  | Henryk II Średni 1468 19 II 1532 | Henryk II Średni 1468 19 II 1532 |                                   |                                   | Małgorzata saska ur. ? zm. ? | Małgorzata saska ur. ? zm. ? |
|                                                     |                                                     |                                                |                                                |                                                   |                                                   |  |  |                                  |                                  |                                   |                                   |                              |                              |
|                                                     |                                                     |                                                |                                                |                                                   |                                                   |  |  |                                  |                                  |                                   |                                   |                              |                              |
|                                                     |                                                     | Barnim IX Pobożny ur. 2 XII 1501 zm. 2 XI 1573 | Barnim IX Pobożny ur. 2 XII 1501 zm. 2 XI 1573 |                                                   |                                                   |  |  |                                  |                                  | Anna ur. 6 XII 1502 zm. 6 XI 1568 | Anna ur. 6 XII 1502 zm. 6 XI 1568 |                              |                              |
|                                                     |                                                     |                                                |                                                |                                                   |                                                   |  |  |                                  |                                  |                                   |                                   |                              |                              |
|                                                     |                                                     |                                                |                                                |                                                   |                                                   |  |  |                                  |                                  |                                   |                                   |                              |                              |
|                                                     |                                                     |                                                |                                                |                                                   |                                                   |  |  |                                  |                                  |                                   |                                   |                              |                              |

|                            |                            | Jan ur. ? zm. 3 III 1567 OO 8 VII 1554 | Jan ur. ? zm. 3 III 1567 OO 8 VII 1554 | Dorota pomorska (ur. 7 II 1528, zm. 4 VI 1558) | Dorota pomorska (ur. 7 II 1528, zm. 4 VI 1558) |  |  |  |  |
|                            |                            |                                        |                                        |                                                |                                                |  |  |  |  |
|                            |                            |                                        |                                        |                                                |                                                |  |  |  |  |
|                            |                            |                                        |                                        |                                                |                                                |  |  |  |  |
| Albrecht ur. 1557 zm. 1566 | Albrecht ur. 1557 zm. 1566 | Anna ur. 1555 zm. 1575                 | Anna ur. 1555 zm. 1575                 |                                                |                                                |  |  |  |  |

## Śmierć
Hrabina Dorota zmarła 4 czerwca 1558 w Rosenburgu. Jej ciało pochowano w kościele parafialnym w Eisleben (Neustadt). W dawnej literaturze przedmiotu dominował pogląd o jej pochówku w kościele parafialnym w Mansfeld.

## Dorota pomorska w sztuce
Zachowały się dwa współczesne wyobrażenia Doroty, oba znajdujące się w kościele św. Anny w Eisleben. Pierwsze na olejnym obrazie na desce, pędzla Hansa Knaußa, namalowanym w 1569, przedstawiającym rodzinę Jana, hrabiego Mansfeld na Hinterort, zamówionym przez jego drugą żonę Małgorzatę brunszwicką (dodatkowo będącą siostrą cioteczną Doroty). Drugim jest pełnopostaciowa rzeźba przedstawiająca Dorotę na jej epitafium, wykonanym ok. 1580 (pomiędzy 1575 a 1588), na ścianie tej świątyni.